# Omphalucha dentilinea
Omphalucha dentilinea là một loài bướm đêm trong họ Geometridae.